# Dark Sky Paradise
Dark Sky Paradise là album phòng thu thứ ba của nghệ sĩ thu âm nhạc hip hop người Mĩ Big Sean. Album được phát hành vào ngày 24 tháng 2 năm 2015 bởi GOOD Music và Def Jam Recordings. Quá trình thu âm cho album diễn ra từ năm 2013 đến năm 2014 tại nhiều xưởng thu âm khác nhau, trong đó Los Angeles là địa điểm chính; và Dark Sky Paradise bị lùi ngày phát hành sang năm 2015. Trong album có xuất hiện nhiều nghệ sĩ khách mời như Kanye West, Drake, Ariana Grande, Chris Brown, Ty Dolla Sign, Jhené Aiko, Lil Wayne, John Legend và E-40. Kanye West là người điều hành việc sản xuất cho album, cùng với sự hỗ trợ từ DJ Mustard, Mike Will Made It, Vinylz và các nhà sản xuất khác.

## Bối cảnh sản xuất
Vào ngày 12 tháng 9 năm 2014, Big Sean thông báo rằng anh đã chuyển công tác quản lý cho công ty KWL sang công ty Roc Nation, và sau đó cho ra mắt bốn bài hát mới, "I Don't Fuck with You", "Paradise", "4th Quarter" và "Jit/Juke". Các bài hát được sản xuất bởi Kanye West, Mike Will Made It, DJ Mustard, Da Internz, DJ Dahi, Thadeous Martin, Nate Fox, L&F và Key Wane. Trong tháng 10 năm 2014, Big Sean xác nhận rằng Eminem sẽ không hợp tác với anh trong album này, nhưng sẽ có sự tham gia của Kanye West, Chris Brown và Ariana Grande với vai trò khách mời. Ngày 25 tháng 1 năm 2015, Big Sean cùng một số người bạn thông báo tên của album mới sẽ là Dark Sky Paradise. Năm ngày sau, anh ra mắt danh sách bài hát và bìa của album; ngày phát hành là 24 tháng 2 năm 2015.

## Các đĩa đơn
- "I Don't Fuck with You" được phát hành thành đĩa đơn mở đường cho album vào ngày 12 tháng 9 năm 2014. Ban đầu, bài hát này không được chọn làm đĩa đơn đầu tiên; nhưng sau khi tiếp nhận các phản hồi từ khán giả, bài hát được chọn. Đĩa đơn này là một đĩa đơn thành công về mặt thương mại khi đạt vị trị quán quân bảng xếp hạng US Billboard Top R&B/Hip Hop Songs và vị trí #11 trên bảng xếp hạng US Billboard Hot 100. Doanh số của đĩa đơn đã đạt hơn một triệu bản.[5]
- "Paradise" là đĩa đơn thứ hai từ album và được phát hành vào ngày 7 tháng 10 năm 2014. Bài hát là một phần trong đĩa mở rộng chưa được đặt tên đã phát hành trong tháng 9 năm 2014, cùng với "I Don't Fuck with You", "4th Quarter" và "Jit/Juke". Tuy nhiên, phiên bản trong album chỉ là phiên bản mở rộng của bài hát.
- Ngày 31 tháng 1 năm 2015, Sean ra mắt "Blessings" với sự tham gia hợp tác của Drake và Kanye West, như là đĩa đơn thứ ba. Bài hát được gửi lên trang iTunes vào ngày 3 tháng 2.

### Đĩa đơn quảng bá
Vào ngày 16 tháng 2 năm 2015, 2 bài hát "Win Some, Lose Some" (sản xuất bởi T-Minus) và "One Man Can Change the World" với sự hợp tác của John Legend và Kanye West được phát hành thành những bài hát đầu tiên trong danh sách đặt trước cho album.

## Diễn biến thương mại
Sau khi phát hành vài ngày, giới quan sát dự báo album sẽ ra mắt tại vị trí quán quân bảng xếp hạng US Billboard 200. Trong ấn bản ra ngày 14 tháng 3 năm 2015 của tạp chí Billboard, album giành được vị trí quán quân với doanh số đạt 173.000 bản (doanh số album truyền thống đạt 139.000 bản, chiếm 81% tổng doanh số). Đây là album đầu tiên của Big Sean đạt vị trí quán quân bảng xếp hạng này. Tuần thứ hai trên bảng xếp hạng, album tụt xuống vị trí #6 trên bảng xếp hạng với 58.000 bản bán được đến hết ngày 8 tháng 3 năm 2015. Tuần tiếp theo, album tiếp tục tụt xuống vị trí cuối cùng của top 10 bảng xếp hạng, với doanh số đạt 38.000 bản.

## Đánh giá chuyên môn
| Đánh giá chuyên môn  | Đánh giá chuyên môn |
| Điểm trung bình      | Điểm trung bình     |
| Nguồn                | Đánh giá            |
| -------------------- | ------------------- |
| Metacritic           | 73/100              |
| Nguồn đánh giá       |                     |
| Nguồn                | Đánh giá            |
| Billboard            | [ 11 ]              |
| Complex              | [ 12 ]              |
| Entertainment Weekly | B+                  |
| Exclaim!             | 7/10                |
| The Michigan Daily   | B                   |
| Newsday              | B+                  |
| New York Daily News  | [ 17 ]              |
| Pitchfork            | 7.1/10              |
| Rolling Stone        | [ 19 ]              |
| XXL                  | (XL)                |

Dark Sky Paradise nhận được nhiều phản hồi tích cực từ giới phê bình âm nhạc. Trên Metacritic, album đạt điểm 73 trên thang điểm 100 dựa trên 15 bài đánh giá.

## Danh sách và thứ tự các bài hát
| Dark Sky Paradise — Phiên bản chuẩn | Dark Sky Paradise — Phiên bản chuẩn                                    | Dark Sky Paradise — Phiên bản chuẩn | Dark Sky Paradise — Phiên bản chuẩn                                                                                     | Dark Sky Paradise — Phiên bản chuẩn |
| STT                                 | Nhan đề                                                                | Sáng tác | Sản xuất | Thời lượng                          |
| ----------------------------------- | ---------------------------------------------------------------------- | --- | --- | ----------------------------------- |
| 1.                                  | "Dark Sky (Skyscrapers)"                                               | Sean Anderson RobGotBeats Matthew Samuels | Rob Got Beats Boi-1da (hỗ trợ)                                                                                          | 2:58                                |
| 2.                                  | "Blessings" (hợp tác với Drake)                                        | Anderson Aubrey Graham Anderson Hernandez Allen Ritter                                                                                              | Vinylz Allen Ritter (đồng sản xuất)                                                                                     | 4:12                                |
| 3.                                  | "All Your Fault" (hợp tác với Kanye West)                              | Anderson Kanye West Jacques Webster Nashiem Myrick Lee Stone Emmanuel Nickerson Noah Goldstein David Pack Joe Puerta Burleigh Drummond Freddie Piro | Kanye West OGWebbie (đồng sản xuất) Nashiem Myrick (hỗ trợ) Lee Stone (hỗ trợ) DJ Mano (hỗ trợ) Noah Goldstein (hỗ trợ) | 3:44                                |
| 4.                                  | "I Don't Fuck with You" (hợp tác với E-40)                             | Anderson West Earl Stevens Dijon McFarlane Dacoury Natch Dwayne Weir                                                                                | DJ Mustard Kanye West Mike Free DJ Dahi (đồng sản xuất) KeY Wane (hỗ trợ)                                               | 4:44                                |
| 5.                                  | "Play No Games" (hợp tác với Chris Brown và Ty Dolla Sign)             | Anderson Christopher Brown Tyrone Griffin Weir Jay John Henry Teddy Riley Aaron Hall Damion Hall Timmy Gatling                                      | KeY Wane Jay John Henry                                                                                                 | 3:36                                |
| 6.                                  | "Paradise" (Extended)                                                  | Anderson Michael Williams | Mike WiLL Made-It | 3:35                                |
| 7.                                  | "Win Some, Lose Some"                                                  | Anderson Tyler Williams Matthew Samuels Jhené Chilombo                                                                                              | T-Minus Boi-1da (đồng sản xuất)                                                                                         | 5:04                                |
| 8.                                  | "Stay Down"                                                            | Anderson Marcos Palacios Ernest Clark Christopher "C4" Umana Uforo "Bongo the Drum GAHD" Ebong                                                      | Da Internz L&F | 4:10                                |
| 9.                                  | "I Know" (hợp tác với Jhené Aiko)                                      | Anderson Chilombo McFarlane Weir | DJ Mustard KeY Wane | 5:19                                |
| 10.                                 | "Deep" (hợp tác với Lil Wayne)                                         | Anderson Dwayne Carter McFarlane Weir | DJ Mustard KeY Wane | 4:35                                |
| 11.                                 | "One Man Can Change the World" (hợp tác với Kanye West và John Legend) | Anderson West John Stephens Amaire Johnson Mike Otoo                                                                                                | Amaire Johnson and Mike Otoo                                                                                            | 4:14                                |
| 12.                                 | "Outro"                                                                | Anderson Natch William Pulliam | DJ Dahi | 3:45                                |
| Tổng thời lượng:                    | Tổng thời lượng:                                                       | Tổng thời lượng: | Tổng thời lượng: | 49:57                               |

| Dark Sky Paradise — Bài hát thêm cho Phiên bản cao cấp | Dark Sky Paradise — Bài hát thêm cho Phiên bản cao cấp | Dark Sky Paradise — Bài hát thêm cho Phiên bản cao cấp | Dark Sky Paradise — Bài hát thêm cho Phiên bản cao cấp | Dark Sky Paradise — Bài hát thêm cho Phiên bản cao cấp |
| STT                                                    | Nhan đề                                                | Sáng tác                                               | Sản xuất                                               | Thời lượng                                             |
| ------------------------------------------------------ | ------------------------------------------------------ | ------------------------------------------------------ | ------------------------------------------------------ | ------------------------------------------------------ |
| 13.                                                    | "Deserve It" (hợp tác với PARTYNEXTDOOR)               | Anderson, Jahron Brathwaite                            | PARTYNEXTDOOR                                          | 4:21                                                   |
| 14.                                                    | "Research" (hợp tác với Ariana Grande)                 | Anderson Ariana Grande Natch Leland Wayne              | DJ Dahi Metro Boomin (hỗ trợ)                          | 3:50                                                   |
| 15.                                                    | "Platinum & Wood"                                      | Anderson Weir Darnell Lindsay                          | KeY Wane                                               | 2:43                                                   |
| Tổng thời lượng:                                       | Tổng thời lượng:                                       | Tổng thời lượng:                                       | Tổng thời lượng:                                       | 60:51                                                  |

Chú thích
- ^[a]  chỉ người đồng sản xuất.
- "All Your Fault" có chứa một phần giọng hát của Travis Scott, người không được đưa vào danh sách thực hiện; và lấy mẫu từ bài "How Much I Feel" của Ambrosia.
- "I Don't Fuck With You" có chứa các phần của bài "Say You Love Me, One More Time" của D.J. Rogers.
- "Win Some, Lose Some" có chứa một phần giọng hát của Jhené Aiko.
- "Play No Games" lấy mẫu từ bài "Piece of My Love" của Guy.
- "Outro" lấy mẫu từ bài "Didn't I" của Darondo.
- "Platinum & Wood" lấy mẫu từ bài "Come Roll" của Blade Icewood.

## Xếp hạng

### Xếp hạng tuần
| Bảng xếp hạng (2015)                                 | Vị trí cao nhất |
| ---------------------------------------------------- | --------------- |
| Album Úc (ARIA)                                      | 28              |
| Australian Urban Albums (ARIA)                       | 4               |
| Album Áo (Ö3 Austria)                                | 70              |
| Album Bỉ (Ultratop Vlaanderen)                       | 88              |
| Album Bỉ (Ultratop Wallonie)                         | 85              |
| Album Canada (Billboard)                             | 5               |
| Album Đan Mạch (Hitlisten)                           | 29              |
| Album Pháp (SNEP)                                    | 136             |
| Album Đức (Offizielle Top 100)                       | 76              |
| Album New Zealand (RMNZ)                             | 23              |
| Album Na Uy (VG-lista)                               | 30              |
| Album Thụy Điển (Sverigetopplistan)                  | 43              |
| Album Thụy Sĩ (Schweizer Hitparade)                  | 41              |
| Album Hoa Kỳ Billboard 200                           | 1               |
| Album Hoa Kỳ Top R&B/Hip-Hop (Billboard)             | 1               |
| Đã nhập bảng xếp hạng không hợp lệ BillboardSales\|1 |                 |